# Plectris sparsepunctata
Plectris sparsepunctata är en skalbaggsart som beskrevs av Frey 1967. Plectris sparsepunctata ingår i släktet Plectris och familjen Melolonthidae. Inga underarter finns listade i Catalogue of Life.